# 阿丘卡利亞尼山
16°56′19″S 70°37′33″W / 16.93861°S 70.62583°W
阿丘卡利亞尼山（Achucallani），是秘魯的山峰，位於該國南部莫克瓜大區，由涅托元帥省的托拉塔區負責管轄，屬於安地斯山脈的一部分，海拔高度5,000米。